# Carebaco Juniors 2011
Das Carebaco Juniors 2011 als bedeutendstes internationales Nachwuchsturnier des Badmintonverbandes CAREBACO fand vom 31. August bis zum 3. September 2011 im Sir Garfield Sobers Sports Complex in St. Michael auf Barbados statt.

## Sieger und Platzierte
| Disziplin    | Gold                              | Silber                             | Bronze                            |
| ------------ | --------------------------------- | ---------------------------------- | --------------------------------- |
| Herreneinzel | Gerald Issacs                     | Romone Robinson                    | Matthaus Wilford                  |
| Herreneinzel | Gerald Issacs                     | Romone Robinson                    | Shem Scantlebury                  |
| Dameneinzel  | Daneysha Santana                  | Reba Fleary                        | Lisa King                         |
| Dameneinzel  | Daneysha Santana                  | Reba Fleary                        | Mikaylia Haldane                  |
| Herrendoppel | Heriberto Torres Bryan Valentín   | Gerald Issacs Romone Robinson      | Alrick Toney Alroy Toney          |
| Herrendoppel | Heriberto Torres Bryan Valentín   | Gerald Issacs Romone Robinson      | Jevon Gaskin Shem Scantlebury     |
| Damendoppel  | Daneysha Santana Génesis Valentín | Mikeila Carrington Monyata Riviera | Arantxa Ilahibaks Sherifa Jameson |
| Mixed        | Bryan Valentín Daneysha Santana   | Gerald Issacs Mikaylia Haldane     | D’Andre Thorpe Lisa King          |
| Mixed        | Bryan Valentín Daneysha Santana   | Gerald Issacs Mikaylia Haldane     | Heriberto Torres Génesis Valentín |
| Teams        | Puerto Rico                       | Suriname                           | Barbados                          |